# Плужний відвал
Плужний відвал (рос. плужный отвал, англ. plough dump, plough spoil heap; нім. Pflugkippe f, PflughaIde f) — насип гірських порід при відкритій розробці родовищ корисних копалин, що утворюється внаслідок укладання їх відвальним плугом. Гірнича маса (розкрив) доставляється на плужні відвали в думпкарах. При розвантаженні частина породи скочується під укіс, а частина утворює навал біля залізничної колії, який за декілька проходів відвального плуга переміщається під укіс. Форма плужного відвалу може бути кільцевою і тупиковою. Довжина тупика 500—2500 м. При кільцевій формі плужного відвалу можлива потокова організація подачі поїздів на відвал для розвантаження і одночасне укладання породи відвальним плугом. Висота плужного відвалу звичайно 10–25 м.